# Formulação de Feynman da mecânica quântica
A formulação de Feynman da mecânica quântica ou formulação de integrais de caminho da mecânica quântica é uma descrição da teoria quântica que generaliza a ação da mecânica clássica. Ela substitui a noção clássica de uma única trajetória para um sistema por uma soma, ou integral funcional, por meio de uma infinidade de trajetórias possíveis para calcular a amplitude quântica.
A ideia básica da formulação de integral de caminho é originária de Norbert Wiener, que apresentou o processo de Wiener para a solucionar problemas de difusão e movimento Browniano. Esta ideia foi estendida para o uso do Lagrangiana na mecânica quântica por P. A. M. Dirac em seu artigo de 1933 . O método completo foi desenvolvido em 1948 por Richard Feynman. Algumas preliminares foram trabalhados anteriormente, no curso de sua tese de doutorado no trabalho de John Archibald Wheeler. A motivação original surgiu da aspiração  de obter uma formulação da mecânica quântica para a teoria de teoria de ação à distância de Wheeler e Feynman usando uma Lagrangeana (ao invés de um Hamiltoniano) como ponto de partida.
Esta formulação tem se provado fundamental para o desenvolvimento posterior da física teórica, por ser manifestamente simétrica entre o tempo e o espaço. Ao contrário dos métodos anteriores, a formulação de integral de caminho-integral permite facilmente a mudança de coordenadas entre descrições canônicas diferentes do mesmo sistema quântico.
A formulação de integral de caminho também relaciona processos quânticos e estocásticos, fornecendo a base para a grande síntese, na década de 1970 que unificou a teoria quântica de campos com a teoria de campos estatísticos de campo flutuante perto de uma transição de fase de segunda ordem. A equação de Schrödinger é uma equação de difusão com uma constante de difusão imaginária, sendo a integral de caminho uma continuação analítica do método para a soma de todos as possíveis caminhadas aleatórias. Por esta razão integrais de caminho foram utilizados no estudo de difusão e movimento Browniano pouco antes de serem introduzidos na mecânica quântica.

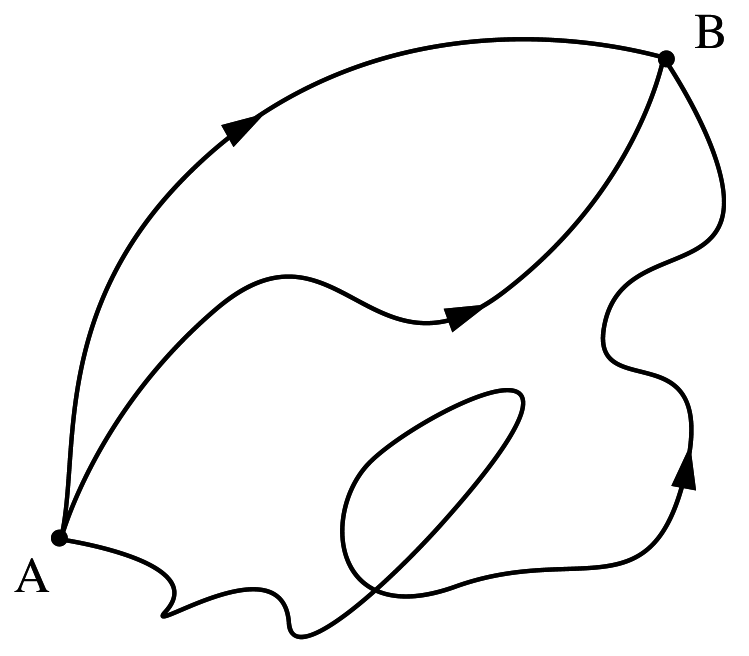
Estes são apenas três dos caminhos que contribuem para amplitude quântica de uma partícula movendo-se do ponto A em tempo t_{0} para o ponto B em t_{1}.

## Princípio da ação quântica
Na mecânica quântica, assim como na mecânica clássica, o Hamiltoniano é o gerador de translações temporais. Isto significa que o estado em um tempo posterior difere do estado atual pela atuação do operador Hamiltoniano (multiplicado pelo negativo unidade imaginária, −i). Para os estados com uma determinada energia, esta é uma instrução de relação de De Broglie entre a frequência e a energia, e a relação geral é consistente com o que e o princípio da superposição.
No entanto, na mecânica clássica o Hamiltoniano é derivado a partir de um Lagrangeana,  que é uma quantidade mais fundamental em relação à relatividade especial. O Hamiltoniano indica como o movimento se desenvolve no tempo, mas o tempo é diferente em diferentes sistemas de referência. Assim, o Hamiltoniano é diferente em referenciais diferentes e este tipo de simetria não é aparente na formulação original da mecânica quântica.
O hamiltoniano é uma função da posição e momento no tempo t, determinando a posição e o momento no tempo  (t+ε). A Lagrangiana é uma função das posição em t e  (t+ε) (para um intervalo de tempo infinitesimal, a velocidade é medida é a velocidade instantânea, tornando a Lagrangeana como função da posição e da velocidade). A relação entre os dois é por uma transformação de Legendre e a condição que determina as equações de movimento (ou equações de  Euler–Lagrange) é a extremização da ação.
Na mecânica quântica, uma transformação de Legendre é difícil de interpretar uma vez que o movimento não é dado por uma trajetória definida. Na mecânica clássica, a discretização temporal da transformação de Legendre torna-se:
{\displaystyle \epsilon H=p(t)(q(t+\epsilon )-q(t))-\epsilon L\,}
e
{\displaystyle p={\partial L \over \partial {\dot {q}}}\,}
onde a derivada parcial com relação a mantém q(t + ε) constante. A inversa da transformação de Legendre é:
{\displaystyle \epsilon L=\epsilon p{\dot {q}}-\epsilon H\,}
onde
{\displaystyle {\dot {q}}={\partial H \over \partial p}\,}
tomando q fixo.
Na mecânica quântica, um estado qualquer é uma superposição de estados independentes, com diferentes valores de q, ou diferentes valores de p, sendo que o momento e a posição  (p e q) podem ser interpretadas como operadores que não comutam. O operador p é definitivo em estados onde q são indeterminados. Considere dois estados separados no tempo. A atuação do operador correspondente à Lagrangiana:
{\displaystyle e^{i(p(q(t+\epsilon )-q(t))-\epsilon H(p,q))}\,}
Se a multiplicação implícita na fórmula são reinterpretados como multiplicação de matrizes, o primeiro fator é:
{\displaystyle e^{-ipq(t)}\,}
Se esse também é interpretado como uma multiplicação de matrizes, a soma sobre todos os estados integra todos q(t), levando a transformada de Fourier em q(t), mudando a base para p(t). Isto é a ação sobre o espaço de Hilbert – mudar de base para p no tempo t.
Em seguida, tem-se:
{\displaystyle e^{-i\epsilon H(p,q)}\,}
que é uma  evolução infinitesimal para o futuro.
Finalmente, o último fator, nessa interpretação, é:
{\displaystyle e^{ipq(t+\epsilon )}\,}
que é uma mudança de base de volta para q no tempo (t+ε).
Isto não é diferente do operador de evolução temporal: o fator H contém toda informação da dinâmica, avançando o estado no tempo. A primeira e a última parte são as transformadas de Fourier para a mudança na base pura de q a partir de uma base intermediária p. 
De forma equivalente, pode-se dizer que: uma vez que o Hamiltoniano é naturalmente uma função de p e q, exponenciando estas quantidades  e realizando uma mudança de base de p para q em cada passo permite expressar o elemento da matriz de H como uma função simples ao longo de cada caminho. Esta função é o análogo quântico da ação clássica. Esta observação é feita por Paul Dirac.
Dirac observou ainda que se pudesse, o quadrado do tempo-a evolução do operador no S representação:
{\displaystyle e^{i\epsilon S}\,}
e isso é o operador de evolução temporal entre o tempo t e o tempo t + 2ε. Enquanto que na representação H a quantidade que está sendo somada nos estados intermediários é um elemento de matriz obscuro, na representação S esta é reinterpretado como uma quantidade associada ao caminho. No limite que leva um grande poder de esse operador, reconstrói-se a evolução quântica completa entre dois estados sendo o estada mais antigo com valor fixo q(0) a o estado mais recente com valor q(t).
O resultado é uma soma sobre os caminhos com uma fase que é a ação quântica. Crucialmente, Dirac identificada  neste papel, a profundidade da mecânica quântica razão do princípio da mínima ação de controlar o limite clássico.

## Interpretação de Feynman
O trabalho de Dirac não fornece uma prescrição para calcular a soma sobre os caminhos e  não mostra como recuperar a equação de Schrödinger ou as relações de comutação canônica a partir desta regra. Isto foi feito por Feynman , que sugeriu que no limite clássico a trajetória clássica surge naturalmente. 
Feynman mostrou que a ação quântica de Dirac foi, para a maioria dos casos de interesse, simplesmente igual a ação clássico, devidamente discretizado. Isso significa que a ação clássica é a fase adquirida pela evolução quântica entre dois pontos fixos. Feynman propõe a recuperação de toda a mecânica quântica a partir dos seguintes postulados:
1. A probabilidade de um dado evento é dado pelo modulo quadrado de uma quantidade chamada de "amplitude de probabilidade".
2. A amplitude de probabilidade é dado somando a contribuição de todos os caminhos no espaço de configurações
3. A contribuição de um caminho em particular é proporcional à {\displaystyle e^{iS/\hbar }}, onde S é a ação dado pela integral temporal da Lagrangeana ao longo do caminho.

Para encontrar a amplitude de probabilidade global para um determinado processo, soma-se, ou integra-se, a amplitude do 3º postulado sobre o espaço de todos os possíveis caminhos de sistema entre o estado inicial e o estado final, inclusive aqueles que são absurdos para o caso clássico. No cálculo da amplitude de probabilidade para uma única partícula, indo de uma coordenada espaço-tempo de coordenadas para outro, é correto incluir caminhos em que a partícula descreve trajetórias elaboradas,(curlicues) curvas em que a partícula dispara para o espaço sideral e volta novamente, e assim por diante. A integral de caminho integral atribui a todas estas amplitudes um mesmo peso, variando a fase de cada um, ou o argumento do número complexo. Contribuições de caminhos muito diferentes da trajetória clássica pode ser suprimida por interferência (ver abaixo).
Feynman mostrou que esta formulação da mecânica quântica é equivalente a aproximação canônica da mecânica quântica quando o Hamiltoniano possui, no máximo, termos quadráticos no momento. Uma amplitude calculada de acordo com o princípio de Feynman irá também obedecer a equação de Schrödinger para o Hamiltoniano correspondente à determinada ação.
A formulação de integral de caminho da teoria quântica de campos representa a amplitude de transição (correspondente a função correlação clássica) como uma soma ponderada de todos os possíveis histórias do sistema, de um estado inicial a um estado final. Um diagrama de Feynman é uma representação gráfica de uma contribuição perturbativa para a amplitude de transição.

## Formulação concreta
Os postulados de Feynman são interpretados da seguinte maneira:

### Definição da fração temporal (time-slicing)
Para uma partícula em um potencial suave, a integral de caminho é aproximada por caminhos em zig-zag, que, em uma dimensão, a integral de caminho é o produto de integrais ordinárias. Para o movimento de uma partícula que parte da posição xa no tempo ta e chega em xb no tempo tb, a sequência de tempo:
{\displaystyle t_{a}=t_{0}<t_{1}<...<t_{n-1}<t_{n}<t_{n+1}=t_{b}}
é dividida em (n + 1) segmentos de tempo (tj − tj − 1), onde j = 1,...,n + 1, onde
{\displaystyle \epsilon =\Delta t={\tfrac {t_{b}-t_{a}}{n+1}}\,.}
é uma duração de tempo fixo. Este processo é chamado de fração temporal (time-slicing).
Uma aproximação para a integral de caminho pode ser calculada como proporcional à
{\displaystyle \int \limits _{-\infty }^{+\infty }\,\ldots \int \limits _{-\infty }^{+\infty }\,\ \exp \left({\frac {\rm {i}}{\hbar }}\int \limits _{t_{a}}^{t_{b}}L(x(t),v(t),t)\,\mathrm {d} t\right)dx_{0}\,\ldots \,dx_{n}}
onde {\displaystyle } é a Lagrangiana do sistema unidimensional com posição x(t), velocidade v = ẋ(t) e dxj corresponde à posição no j-ésimo passo de tempo, quando a integral temporal é aproximada por uma soma de n termos.
No limite n → ∞, a integral torna-se um integral funcional, que, a menos de fatores não essenciais, é o produto das amplitudes das probabilidade {\displaystyle } (as respectivas densidades desde que cada um seja representado em um espectro contínuo) para encontrar a partícula quântica  em t0 no seu estado inicial xa e em tb no estado final xb.
Na verdade, {\displaystyle } é a Lagrangiana clássica do sistema unidimensional considerado, que obedece a relação:
{\displaystyle L(x,{\dot {x}},t)=p\cdot {\dot {x}}-H(x,p,t)\,,}
onde {\displaystyle } é o Hamiltoniano, e:
{\displaystyle p={\frac {\partial L}{\partial {\dot {x}}}}}, e, acima mencionado, "zigue-zague" corresponde ao aparecimento dos termos:
{\displaystyle \exp \left({\frac {\rm {i}}{\hbar }}\epsilon \,\,\sum _{j=1}^{n+1}L\left({\tilde {x}}_{j},{\frac {x_{j}-x_{j-1}}{\epsilon }},j\right)\right)}
Na aproximação da soma Riemanniana a integral temporal, que é finalmente integrada de x1 a xn com a integração medida dx1...dxn, xj é um valor arbitrário do intervalo correspondente ao j, ou seja, com seu centro entre (xj + xj-1)/2.

Assim, em contraste com a mecânica clássica, não é apenas o caminho estacionário que contribui, na verdade, todos os caminhos virtuais entre o ponto inicial e o ponto final também contribuem.
A aproximação de fatias temporais de Feynman aproximação, contudo, não existe para o mais importante de mecânica quântica caminho integrais de átomos, devido à singularidade do potencial de Coulomb e2/r na origem. Somente depois de substituir o tempo t por outro caminho dependentes de pseudo-parâmetro de tempo de
{\displaystyle s=\int {\frac {dt}{r(t)}}}
a singularidade é removido e a aproximação de fração temporal existe, que é exatamente integrável, uma vez que pode ser feita a partir de uma simples transformação de coordenadas, como foi descoberto em 1979 por Ismail Hakkı Duru e Hagen Kleinert. A combinação de um caminho dependentes do tempo, a transformação e a transformação de coordenadas é uma ferramenta importante para a resolução de muitos caminho integrais e é chamado genericamente de transformação Duru–Kleinert.

### Partícula livre
A representação em integral de caminho a amplitude quântica para ir do ponto x ao ponto y como uma integral sobre todos os caminhos. Para uma partícula livre, a ação (por simplicidade considerando m = 1, ħ = 1):
{\displaystyle S=\int {{\dot {x}}^{2} \over 2}dt\,}
a integral pode ser avaliada de forma explícita.
Para fazer isso, é conveniente iniciar sem o factor i no exponencial, de forma que grandes desvios são suprimidas por pequenos números, não anulando  contribuições oscilatórias.
{\displaystyle K(x-y;T)=\int _{x(0)=x}^{x(T)=y}\exp \left\{-\int _{0}^{T}{{\dot {x}}^{2} \over 2}dt\right\}Dx\,}
Dividindo a integral em frações de tempo:
{\displaystyle K(x,y;T)=\int _{x(0)=x}^{x(T)=y}\Pi _{t}\exp \left\{-{1 \over 2}\left({x(t+\epsilon )-x(t) \over \epsilon }\right)^{2}\epsilon \right\}Dx\,}
onde Dx é interpretado como uma coleção finita de integrações em cada múltiplo inteiro de ε. Cada fator do produto é uma Gaussiana como uma função de x(t + ε) centrada em x(t) com variância de ε. As múltiplas integrais são convoluções repetidas desta Gaussiana Gε com cópias de si próprio em tempos adjacentes.
{\displaystyle K(x-y;T)=G_{\epsilon }*G_{\epsilon }...*G_{\epsilon }\,}
Onde o número de circunvoluções é T/ε. O resultado é fácil calcular tomando a transformada de Fourier de ambos os lados, de modo que as convoluções tornam-se multiplicações.
{\displaystyle {\tilde {K}}(p;T)={\tilde {G}}_{\epsilon }(p)^{T/\epsilon }\,}
A transformada de Fourier da Gaussiana G é outra Gaussiana da variância recíproca:
{\displaystyle {\tilde {G}}_{\epsilon }(p)=e^{-\epsilon {p^{2}/2}}\,}
e o resultado é:
{\displaystyle {\tilde {K}}(p;T)=e^{-T{p^{2}/2}}\,}
A transformada de Fourier resulta em K, e é uma Gaussiana novamente com variância reciproca:
{\displaystyle K(x-y;T)\propto e^{-{(x-y)^{2}/(2T)}}\,}
A constante de proporcionalidade não é determinado pela abordagem de fração temporal, mas a relação de valores para diferentes extremidade é determinado. A constante de proporcionalidade é escolhida de forma a garantir que  entre duas frações de tempo o operador de evolução temporal é unitária. Uma forma mais clara de fixar a normalização é considerar a integral de caminho como uma descrição de um processo estocástico.
O resultado tem uma interpretação probabilística. A soma sobre todos os caminhos do fator exponencial pode ser entendido como a soma da probabilidade da escolha de cada caminho. A probabilidade é o produto sobre cada segmento da probabilidade de escolher aquele segmento, de modo que cada probabilidade de cada segmento é independentemente de todos os outros. O fato de se obter uma Gaussiana espalhando de forma linear no tempo é resultado  do teorema do limite central, que pode ser interpretada como a primeira avaliação histórica da integral de caminho estatística.
A interpretação probabilística leva a uma escolha de normalização natural. A integral de caminho pode ser definido tal que: 
{\displaystyle \int K(x-y;T)dy=1\,}
Esta condição normaliza o Gaussiana, e produz um Kernel que obedece a equação de difusão:
{\displaystyle {d \over dt}K(x;T)={\nabla ^{2} \over 2}K\,}
Para integrais de caminho oscilatório, com um i (número imaginário) no numerador, a fração temporal produz convolved Gaussians, exatamente como antes. No entanto, agora o produto das convoluções é um pouco singular, pois requer cuidadosos limites para avaliar a integral oscilatoria. Para fazer a fatores bem definidos, a maneira mais fácil é adicionar uma pequena parte imaginária ao incremento de tempo {\displaystyle }. Isto está intimamente relacionado com a rotação de Wick. Então, o mesmo argumento da convolução resulta no propagador:
{\displaystyle K(x-y;T)\propto e^{i(x-y)^{2}/(2T)}\,}
Que, com a mesma normalização de antes ( não a soma dos quadrados de normalização - esta função tem uma norma divergente) , obedece a uma equação de Schrödinger livre
{\displaystyle {d \over dt}K(x;T)={\rm {i}}{\nabla ^{2} \over 2}K\,}
 Isto significa que qualquer superposição de K's irá, também, obedecer à mesma equação devido a linearidade. Definindo:
{\displaystyle \psi _{t}(y)=\int \psi _{0}(x)K(x-y;t)dx=\int \psi _{0}(x)\int _{x(0)=x}^{x(t)=y}e^{iS}Dx\,}
 ψt obedece a equação de Schrödinger da mesma forma que K:
{\displaystyle {\rm {i}}{\partial  \over \partial t}\psi _{t}=-{\nabla ^{2} \over 2}\psi _{t}\,}

### Oscilador harmônico simples
A lagrangiana do oscilador harmônico simples é:{\displaystyle {\mathcal {L}}={\frac {1}{2}}m{\dot {x}}^{2}-{\frac {1}{2}}m\omega ^{2}x^{2}\;.} {\displaystyle x(t)=x_{c}(t)+\delta x(t)} , a ação torna-se {\displaystyle S=S_{c}+\delta S}. A trajetória clássica pode ser escrito como:
{\displaystyle x_{c}(t)=x_{i}{\frac {\sin {\omega (t_{f}-t)}}{\sin {\omega (t_{f}-t_{i})}}}+x_{f}{\frac {\sin {\omega (t-t_{i})}}{\sin {\omega (t_{f}-t_{i})}}}\;.}
Esta trajetória obedece à ação clássica:
{\displaystyle S_{c}=\int _{t_{i}}^{t_{f}}{\mathcal {L}}\;\mathrm {d} t=\int _{t_{i}}^{t_{f}}\left({\frac {1}{2}}m{\dot {x}}^{2}-{\frac {1}{2}}m\omega ^{2}x^{2}\right)\;\mathrm {d} t={\frac {1}{2}}m\omega \left[{\frac {(x_{i}^{2}+x_{f}^{2})\cos {\omega (t_{f}-t_{i})}-2x_{i}x_{f}}{\sin {\omega (t_{f}-t_{i})}}}\right]}
Em seguida, expande-se a contribuição não clássica em {\displaystyle \delta S}, como em uma série de Fourier, que resulta em:
{\displaystyle S=S_{c}+\sum _{n=1}^{\infty }{\frac {1}{2}}a_{n}^{2}{\frac {m}{2}}\left[{\frac {(n\pi )^{2}}{t_{f}-t_{i}}}-\omega ^{2}(t_{f}-t_{i})\right]}
o que significa que o propagador é:
{\displaystyle K(x_{f},t_{f};x_{i},t_{i})=Qe^{iS_{c}/\hbar }\prod _{j=1}^{\infty }{\frac {j\pi }{\sqrt {2}}}\int \;\mathrm {d} a_{j}\exp {\left[{\frac {i}{\hbar }}{\frac {1}{2}}a_{j}^{2}{\frac {m}{2}}\left({\frac {(j\pi )^{2}}{t_{f}-t_{i}}}-\omega ^{2}(t_{f}-t_{i})\right)\right]}=e^{iS_{c}/\hbar }Q\prod _{j=1}^{\infty }\left[1-\left({\frac {\omega (t_{f}-t_{i})}{j\pi }}\right)^{2}\right]^{-1/2}}
para alguns de normalização: {\displaystyle Q={\sqrt {\frac {m}{2\pi i\hbar (t_{f}-t_{i})}}}}.
Usando a representação por produtória da função seno  {\displaystyle \prod _{j=1}^{\infty }\left(1-{\frac {x^{2}}{j^{2}}}\right)={\frac {\sin {\pi x}}{\pi x}}}, o propagador pode ser escrita como
{\displaystyle K(x_{f},t_{f};x_{i},t_{i})=Qe^{iS_{c}/\hbar }{\sqrt {\frac {\omega (t_{f}-t_{i})}{\sin {\omega (t_{f}-t_{i})}}}}=e^{iS_{c}/\hbar }{\sqrt {\frac {m\omega }{2\pi i\hbar \sin {\omega (t_{f}-t_{i})}}}}}
Seja: {\displaystyle T=t_{f}-t_{i}}. Podemos escrever o propagador em termos das energias dos auto-estados:
{\displaystyle K(x_{f},t_{f};x_{i},t_{i})=\left({\frac {m\omega }{2\pi i\hbar \sin {\omega T}}}\right)^{1/2}\exp {\left[{\frac {i}{\hbar }}{\frac {1}{2}}m\omega {\frac {(x_{i}^{2}+x_{f}^{2})\cos {\omega T}-2x_{i}x_{f}}{\sin {\omega T}}}\right]}=\sum _{n=0}^{\infty }\exp {\left(-{\frac {iE_{n}T}{\hbar }}\right)}\psi _{n}(x_{f})^{*}\psi _{n}(x_{i})\;.}
usando as identidades {\displaystyle i\sin {\omega T}={\frac {e^{i\omega T}}{2}}\left(1-e^{-2i\omega T}\right)} e {\displaystyle \cos {\omega T}={\frac {e^{i\omega T}}{2}}\left(1+e^{-2i\omega T}\right)},
{\displaystyle K(x_{f},t_{f};x_{i},t_{i})=\left({\frac {m\omega }{\pi \hbar }}\right)^{1/2}e^{-i\omega T/2}\left(1-e^{-2i\omega T}\right)^{-1/2}\exp {\left[-{\frac {m\omega }{2\hbar }}\left\{(x_{i}^{2}+x_{f}^{2}){\frac {1+e^{-2i\omega T}}{1-e^{-2i\omega T}}}-{\frac {4x_{i}x_{f}e^{-i\omega T}}{1-e^{-2i\omega T}}}\right\}\right]}}
Podemos absorver todos os termos após {\displaystyle e^{-i\omega T/2}} em{\displaystyle R(T)},resultando em:
{\displaystyle K(x_{f},t_{f};x_{i},t_{i})=\left({\frac {m\omega }{\pi \hbar }}\right)^{1/2}e^{-i\omega T/2}\cdot R(T)\;.}
Expandindo {\displaystyle R(T)}à potencias de {\displaystyle e^{-i\omega T}}. Todos os termos nessa expansão são multiplicados pelo fator {\displaystyle e^{-i\omega T/2}} que resultam em termos da forma {\displaystyle e^{-i\omega T/2}e^{-in\omega T}=e^{-i\omega T({\frac {1}{2}}+n)}} com{\displaystyle n=0,1,2,\ldots }. Comparando com a expansão do auto-valor, adquirimos o espectro de energia para oscilador harmônico simples,
{\displaystyle E_{n}=\left(n+{\frac {1}{2}}\right)\hbar \omega \;.}

### A equação de Schrödinger
A integral de caminho reproduz a equação de Schrödinger para os estados iniciais e finais, mesmo quando um potencial está presente. Isso é fácil de ver tomando a integral de caminho sobre intervalos de tempos infinitesimalmente separados.
{\displaystyle \psi (y;t+\epsilon )=\int _{-\infty }^{\infty }\;\;\psi (x;t)\int _{x(t)=x}^{x(t+\epsilon )=y}e^{{\rm {i}}\int _{t}^{t+\epsilon }({\frac {{\dot {x}}^{2}}{2}}-V(x))dt}Dx(t)\,dx\qquad (1)}
Uma vez que  a fração de tempo é infinitesimal e as oscilações (que se cancelam) tornaram-se mais bruscas para grandes valores de ẋ, a integral de caminho passa a ser mais relevante para para y próximo de x. Neste caso, a ordem mais baixa da energia potencial é constante, e apenas a contribuição de energia cinética é não trivial. O termo da ação é:
{\displaystyle e^{-{\rm {i}}\epsilon V(x)}e^{{\rm {i}}{\frac {{\dot {x}}^{2}}{2}}\epsilon }\,}
O primeiro termo gira a fase de ψ(x) localmente por uma quantidade proporcional à energia potencial. O segundo termo é o propagador da partícula livre, correspondente a i vezes um processo de difusão. 
 Para a ordem mais baixa em ε os termos são aditivos.
{\displaystyle \psi (y;t+\epsilon )\approx \int \psi (x;t)e^{-{\rm {i}}\epsilon V(x)}e^{{\rm {i}}(x-y)^{2} \over 2\epsilon }dx\,.}
Como mencionado, o espalhamento difusivo em ψ provem do propagador da partícula livre, com uma rotação infinitesimal na fase que varia lentamente de ponto a ponto do potencial. Além disso, tem-se que:
{\displaystyle {\frac {\partial \psi }{\partial t}}={\rm {i}}\cdot \left[{\frac {1}{2}}\nabla ^{2}-V(x)\right]\psi \,}
que é a equação de Schrödinger. Observe que a normalização da integral de caminho precisa ser corrigido da mesma maneira como no caso da partícula. Um potencial arbitrário contínuo não afeta a normalização, embora potenciais singulares exigem um tratamento cuidadoso.

### Equações do movimento
Uma vez que os estados obedecer a equação de Schrödinger, a integral de caminho deve reproduzir as equações de movimento de Heisenberg para as médias de x e ẋ, mas é mais instrutivo ver isso diretamente. A abordagem direta mostra que a valores esperados calculados a partir da integral de caminho integral reproduzem os valores esperados usuais da mecânica quântica.
Começando por considerar a integral de caminho integral em estado inicial fixo.
{\displaystyle \int \psi _{0}(x)\int _{x(0)=x}e^{{\rm {i}}S(x,{\dot {x}})}Dx\,}
Note que que x(t) em cada tempo é uma variável de integração. Assim, é legítima a mudança de variáveis na integral : x(t) = u(t) +ε(t) onde ε(t) é uma deslocamento que pode ser diferente para cada valor de t, impondo condições nos extremos por ε(0) = ε(T) = 0, para que assim os pontos das extremidades não sejam incorporados a integral:
{\displaystyle \int \psi _{0}(x)\int _{u(0)=x}e^{{\rm {i}}S(u+\epsilon ,{\dot {u}}+{\dot {\epsilon }})}Du\,}
A alteração na integral por deslocamentos é, em ordem infinitesimal na variável ε:
{\displaystyle \int \psi _{0}(x)\int _{u(0)=x}\left(\int {\partial S \over \partial u}\epsilon +{\partial S \over \partial {\dot {u}}}{\dot {\epsilon }}dt\right)e^{iS}Du\,}
que, integrando por partes em t, obtém-se:
{\displaystyle \int \psi _{0}(x)\int _{u(0)=x}-\left(\int \left({d \over dt}{\partial S \over \partial {\dot {u}}}-{\partial S \over \partial u}\right)\epsilon (t)dt\right)e^{iS}Du\,}
Mas isso foi apenas uma deslocamento nas variáveis de integração, o que não altera o valor da integral para qualquer escolha de ε(t). A conclusão é que a variações de primeira ordem é zero para um estado inicial arbitrário e em qualquer ponto arbitrário no tempo:
{\displaystyle \langle \psi _{0}|{\delta S \over \delta x}(t)|\psi _{0}\rangle =0\,}
que é a equação de movimento de Heisenberg.
Se a ação contém termos que multiplicam ẋ e x, para um mesmo tempo t, manipulações acima são apenas heurístico, pois as regras de multiplicação para essas quantidades não comutam (na formulação de integral de caminho) assim como é no formalismo de operadores.

### Aproximação de fase estacionária
Se a variação da ação excede ħ por muitas ordens de magnitude, normalmente têm-se uma fase destrutiva fase de interferência outros do que na vizinhança desses trajetórias de satisfazer a equação de Euler–Lagrange, que agora é reinterpretado como a condição para a fase construtiva interferência. Isso pode ser mostrado usando o método da fase estacionária aplicada ao propagador. A medida que ħ   diminui, a exponencial na integral oscila rapidamente no domínio complexo para qualquer alteração na ação. Assim, no limite de ħ  vai para zero, apenas os pontos onde a ação clássica não varia contribuem para o propagador.

### Relações de comutação canônicas
A formulação da integral de caminho não deixa claro à primeira vista que as quantidades x e p não comutam. Na integral de caminho, x e p são apenas variáveis de integração não têm ordem obvia. Feynman descobriu que a não-comutatividade ainda estava presente.
Para ver isso, considere a integral de caminho simples, a caminhada aleatória do movimento browniano. Não estamos tratando de mecânica quântica, assim, na integral de caminho integral a ação não é multiplicado por i:
{\displaystyle S=\int \left({dx \over dt}\right)^{2}dt\,}
A quantidade x(t) é flutuante, e sua derivada é definido como o limite de uma diferença discreta.
{\displaystyle {dx \over dt}={x(t+\epsilon )-x(t) \over \epsilon }\,}
Observe que a distância que um a caminhada aleatória é proporcional a √t, de modo que:
{\displaystyle x(t+\epsilon )-x(t)\approx {\sqrt {\epsilon }}\,}
Isso mostra que o movimento não é diferenciável, pois a relação que define a derivada diverge com probabilidade um.
A quantidade x ẋ é ambígua, com dois significados possíveis:
{\displaystyle [1]=x{dx \over dt}=x(t){(x(t+\epsilon )-x(t)) \over \epsilon }\,}
{\displaystyle }
Em cálculo elementar, os dois são diferentes apenas por uma quantia que vai para zero à medida que ε vai para zero. Mas, neste caso, a diferença entre os dois não é igual a zero:
{\displaystyle [2]-[1]={(x(t+\epsilon )-x(t))^{2} \over \epsilon }\approx {\epsilon  \over \epsilon }\,}
definindo o valor da diferença para qualquer passeio aleatório por uma função f:
{\displaystyle {(x(t+\epsilon )-x(t))^{2} \over \epsilon }=f(t)\,}
e notando que f(t) é uma quantidade estatística de alta flutuação, cujo valor médio é de 1, i.e. um "processo Gaussiano" normalizado. As flutuações de uma tal quantidade pode ser descrita por uma Lagrangeana estatística
{\displaystyle {\mathcal {L}}=(f(t)-1)^{2}\,,}
Para obter e as equações de movimento de f derivados da extremização da ação S correspondente a {\displaystyle {\mathcal {L}}}
Definindo a ordem temporal como um operador de ordenação:
{\displaystyle [x,{\dot {x}}]=x{dx \over dt}-{dx \over dt}x=1\,}
que é o chamado lema de Itō em cálculo estocástico, e de relações de comutação canônicas (euclidianas) em física.
Para uma ação estatística geral, um argumento similar mostra que
{\displaystyle \left[x,{\partial S \over \partial {\dot {x}}}\right]=1\,}
e na mecânica quântica, a unidade imaginário multiplicativa na ação converte a relação anterior para a relação de comutação canônica:
{\displaystyle [x,p]={\rm {i}}\,}

### Partícula no espaço curvo
Para uma partícula no espaço curvo o termo cinética depende da posição, e a fração temporal superior não pode ser
aplicada, sendo isto uma manifestação do problema do operador pedido. Pode-se, no entanto, resolver este problema transformando a integral de caminho em um espaço curvo, usando uma transformação de coordenadas múltiplas.( mapeamento não holonômico explicado aqui).

### A integral de caminho e a função de partição
A integral de caminho é apenas a generalização da integral a seguir para todos problemas da mecânica quântica - 
{\displaystyle Z=\int e^{{\rm {i}}{\mathcal {S}}[x]/\hbar }Dx\,}  onde  {\displaystyle {\mathcal {S}}[x]=\int _{0}^{T}L[x(t)]\mathrm {d} t}
é a ação do problema clássico investigado cujo caminho inicia-se em t=0 e termina em t = T, sendo Dx a notação para integração de todos os caminhos. No limite clássico, {\displaystyle {\mathcal {S}}[x]\gg \hbar }, o caminho da mínima ação domina o integral, porque a fase de qualquer outro caminho oscila rapidamente e as diferentes contribuições se cancelam.
Conexão com a mecânica estatística é a seguinte: Considerando apenas os caminhos que começam e terminam na mesma configuração, execute-se a rotação de Wick {\displaystyle it=\tau }, isto é, fazendo o tempo imaginário, e integra-se sobre todos as possíveis configurações iniciais/finais. A integral de caminho torna-se semelhante a função de partição da mecânica estatística definida em um ensemble canônico com o inverso da temperatura proporcional ao tempo imaginário, {\displaystyle 1/T=k_{\mathrm {B} }\tau /\hbar }.  S Rigorosamente falando, esta é a função de partição para uma teoria de campos estatística .
Claramente, uma analogia profunda entre a mecânica quântica e mecânica estatística não pode depender desta formulação. Na formulação canônica, vê-se que a evolução do operador unitário de um estado é dada por
{\displaystyle |\alpha ;t\rangle =e^{-{\rm {i}}Ht/\hbar }|\alpha ;0\rangle }
onde o estado α evoluiu a partir do tempo t = 0. Se  uma rotação de Wick é realizada, e encontra-se a amplitude de movimento a partir de qualquer estado, de volta para o mesmo estado (imaginária) do tempo que é dado por
{\displaystyle Z={\rm {Tr}}[e^{-HT/\hbar }]}
que é, precisamente, a função de partição para o mesmo sistema na temperatura citada anteriormente. Um aspecto desta equivalência também era conhecido por Schrödinger ,comentando que a equação a se parecia com a equação de difusão, depois de feito a rotação de Wick.

### Medida de fatores teóricos
Por vezes (por exemplo, uma partícula movendo-se no espaço curvo) temos medidas de fatores teóricos na integral funcional.
{\displaystyle \int \mu [x]e^{iS[x]}{\mathcal {D}}x}
Este fator é necessária para restaurar o unitariedade.
Por exemplo, tomando:
{\displaystyle S=\int \left[{\frac {m}{2}}g_{ij}{\dot {x}}^{i}{\dot {x}}^{j}-V(x)\right]dt},
então isso significa que cada fatia espacial é multiplicado pela medida √g. Esta medida não pode ser expressa como um funcional da multiplicação da medida de {\displaystyle } porque eles pertencem a diferentes classes.

## Teoria quântica de campos
A formulação da integral de caminho foi muito importante para o desenvolvimento da teoria do campo quântico. Tanto Schrödinger quanto Heisenberg usaram abordagens para a mecânica quântica independentes do tempo, fora do âmbito da relatividade. Por exemplo, a abordagem de Heisenberg requer que os operadores de campo escalar obedeçam a relação de comutação:
{\displaystyle [\phi (x),\partial _{t}\phi (y)]={\rm {i}}\delta ^{3}(x-y)\,}
para x e y duas posições espaciais simultâneas, não é um conceito de invariante relativístico. Os resultados de um cálculo são covariantes, mas a simetria não é evidente em estágios intermediários. Se os cálculos  da teoria de campo cálculos não produzem respostas infinitas no limite contínuo, isso não teria sido um grande problema –  poderia ser apenas uma má escolha de coordenadas. Mas a falta de simetria significa que as quantidades infinitas devem ser eliminadas, pois as coordenadas tornam quase impossível finalizar a teoria sem prejudicar a simetria. Isso torna difícil para extrair previsões físicas, exigindo um cuidadoso procedimento limite.
O problema de perda de simetria também aparece na mecânica clássica, onde a formulação Hamiltoniana também destaca o tempo superficialmente. A formulação Lagrangiana torna a invariância relativista aparente. A integral de caminho também é manifestamente relativista, e reproduz a equação de Schrödinger, as equações de movimento de Heisenberg, e as relações de comutação canônica  mostrando que são compatíveis com a relatividade. estende o tipos de operadores algébricos de Heisenberg em regras do produto de operadores que são novas relações difíceis ver no formalismo antigo.
Além disso, diferentes escolhas de variáveis canônicas levam a formulações muito diferentes da mesma teoria. As transformações entre as variáveis podem ser muito complicadas, mas a integral de caminho faz destas transformações algo mais razoável, como uma mudança simples nas variáveis de integração. Por estas razões, a integral de caminho de Feynman tornou os formalismos anteriores em grande parte obsoleto.
O preço de da representação da integral de caminho é que o unitariedade da teoria não é auto-evidente, mas pode ser comprovado mudando as variáveis para uma representação canônica. A Integral de caminho em si também lida com espaços matemáticos maiores que o habitual, exigindo mais cuidado matemático dos quais não foi devidamente esclarecida. Historicamente a integral de caminho não foi imediatamente aceita, em parte porque ele levou muitos anos para incorporar férmions corretamente. Isto acabou por levar os físicos a inventar um novo objeto matemático – chamade de variável de Grassmann – que também permite a mudança de variáveis de forma natural, assim como a quantização restrita.
A integração de variáveis na integral de caminho sutilmente . O valor do produto de dois operadores de campo, no que parece ser o mesmo ponto depende de como os dois pontos são ordenados no tempo e no espaço, resultando em algumas identidades falhas (anomalia quântica).

### O propagador
Em teorias relativistas, há tanto a representação por partícula quanto por campo. A representação do campo é uma soma sobre todas as configurações de campos, e a representação por partícula é uma soma através de diferentes caminhos das partículas.
A formulação não-relativística é tradicionalmente dada em termos de caminhos de partículas, e não de campos. Neste caso, a integral de caminho nas variáveis habituais, com condições de contorno fixas, dão a amplitude de probabilidade para uma partícula para ir do ponto x ao ponto y no tempo T.
{\displaystyle K(x,y;T)=\langle y;T|x;0\rangle =\int _{x(0)=x}^{x(T)=y}e^{iS[x]}Dx\,}
TK(x,y;T) é chamado de propagador. Sobrepondo valores diferentes da posição inicial x com um estado inicial arbitrário {\displaystyle \psi _{0}(x)} constrói-se o estado final:
{\displaystyle \psi _{T}(y)=\int _{x}\psi _{0}(x)K(x,y;T)dx=\int ^{x(T)=y}\psi _{0}(x(0))e^{iS[x]}Dx\,}
Para um sistema espacialmente homogêneo, onde K(x, y) é apenas uma função de (x − y), a integral é uma convolução, o estado final é o estado inicial convoluido pelo propagador.
{\displaystyle \psi _{T}=\psi _{0}*K(;T)\,}
Para um livre de partícula de massa m, o propagador pode ser avaliada de forma explícita a partir da integral de caminho ou notando que a equação de Schrödinger é uma equação de difusão com tempo imaginário e a solução deve ser um Gaussiana normalizada:
{\displaystyle K(x,y;T)\propto e^{im(x-y)^{2} \over 2T}}
Tomando a transformada de Fourier em (x − y) produzindo outra Gaussiana:
{\displaystyle K(p;T)=e^{iTp^{2} \over 2m}}
no espaço dos momentos p, o fator de  proporcionalidade é constante no tempo, como será verificado a seguir. A transformada de Fourier temporal e tomando a extensão de K(p; T) com zero para valores negativos de tempo, resulta na função de Green, ou se a frequência espacial do propagador:
{\displaystyle G_{F}(p,E)={-i \over E-{{\vec {p}}^{2} \over 2m}+i\epsilon }}
que é o recíproco do operador que aniquila a função de onda na equação de Schrödinger, que não devia surgir corretamente, se o fator de proporcionalidade não fosse constante no espaço de representação de momentos p.
O termo infinitesimal no denominador é um número positivo pequeno, que garante que a inversa da transformada de Fourier em E será diferente de zero apenas para tempos futuros. Para tempos passados, a transformada de Fourier inversa faz um contorno
fechado para os valores de E onde não há singularidade. Isso garante que K propaga a partícula para o futuro (por isso o sub-escrito 'F' em G). O termo infinitesimal pode ser interpretado como uma rotação infinitesimal na direção de tempo imaginário.
Também é possível reescrever a evolução temporal não-relativístico em termos de propagadores que vão em direção ao passado, uma vez que a equação de Schrödinger é reversível no tempo. O propagador para o passado é o mesmo para o futuro, exceto para a diferença óbvia de que o propagador do passado desaparece no futuro, sendo que na gaussiana t é substituído por (−t). Neste caso, a interpretação é que estas são as quantidades a convoluir a função de onda final de modo a obter a função de onda inicial.
{\displaystyle G_{B}(p,E)={-i \over -E-{i{\vec {p}}^{2} \over 2m}+i\epsilon }}
 As duas últimas equações são quase idênticas, com uma única diferença de sinal em E. O parâmetro E na função de Green pode ser a energia se os caminhos estão indo em direção ao futuro, ou o negativo da energia se os caminhos estão indo para o passado.
Para uma teoria não-relativística, o tempo medido ao longo do caminho do movimento da partícula e o tempo medido por um observador externo são os mesmos. Na relatividade, isso não é mais verdade. Para uma teoria relativista o propagador deve ser definido como a soma sobre todos os caminhos de viagem entre dois pontos fixos de tempo próprio, como medida ao longo do caminho. Esses caminhos descrever a trajetória de uma partícula no espaço e no tempo.
{\displaystyle K(x-y,\mathrm {T} )=\int _{x(0)=x}^{x(\mathrm {T} )=y}e^{i\int _{0}^{\mathrm {T} }{\sqrt {{\dot {x}}^{2}}}-\alpha d\tau }\,}
A integral acima não é trivial para interpretar, porque da raiz quadrada. Felizmente, há um truque heurística. A soma é sobre arcos de comprimento relativísticos do caminho de uma quantidade oscilatória, e a integral de caminho não-relativístico deve ser interpretado como girado levemente no tempo imaginário. A função {\displaystyle K(x-y,\tau )} pode ser avaliada quando a soma é sobre os caminhos no espaço Euclidiano:
{\displaystyle K(x-y,\mathrm {T} )=e^{-\alpha \mathrm {T} }\int _{x(0)=x}^{x(\mathrm {T} )=y}e^{-L}\,}
K descreve uma soma sobre todos os caminhos de comprimento {\displaystyle \mathrm {T} } da exponencial de menos o comprimento. Este pode ser dado interpretação de probabilidade. A soma sobre todos os caminhos é uma média de probabilidade sobre um caminho construído passo a passo. O número total de passos é proporcional à {\displaystyle \mathrm {T} }, {\displaystyle \mathrm {T} }.
{\displaystyle K(x-y,\mathrm {T} )=e^{-\alpha \mathrm {T} }e^{-(x-y)^{2} \over \mathrm {T} }\,}
A definição usual do propagador relativístico pede apenas a amplitude para viajar a partir de x para y, depois de somar sobre todos os tempos próprio possíveis:
{\displaystyle K(x-y)=\int _{0}^{\infty }K(x-y,\mathrm {T} )W(\mathrm {T} )d\mathrm {T} \,}
 {\displaystyle W(\mathrm {T} )} ié um fator de peso, a importância relativa dos caminhos, para tempo próprio diferentes. A simetria de translação no tempo próprio, este peso pode ser apenas um fator exponencial, e pode ser absorvida por uma constante α.
{\displaystyle K(x-y)=\int _{0}^{\infty }e^{-{(x-y)^{2} \over \mathrm {T} }-\alpha \mathrm {T} }d\mathrm {T} \,}
que é a representação de Schwinger. A transformada de Fourier sobre a variável (x − y) pode ser feito para cada valor de  {\displaystyle \mathrm {T} } separadamente. Cada {\displaystyle \mathrm {T} } separadamente é uma contribuição Gaussiana, cuja transformada de Fourier é outra Gaussiana com largura recíproca. Assim, no espaço de configurações p, o propagador pode ser reexpressado simplesmente por:
{\displaystyle K(p)=\int _{0}^{\infty }e^{-\mathrm {T} p^{2}-\mathrm {T} \alpha }d\mathrm {T} ={1 \over p^{2}+\alpha }\,}
que é o propagador Euclidiano para uma partícula escalar. A rotação de p0 feita de tal forma a ser imaginário resulta em um propagador relativístico com um fator de (−i). Esta ambiguidade será esclarecida a seguir.
{\displaystyle K(p)={i \over p_{0}^{2}-{\vec {p}}^{2}-m^{2}}\,}
Esta expressão pode ser interpretado no limite não relativístico, onde é conveniente dividi-lo por frações parciais:
{\displaystyle 2p_{0}K(p)={i \over p_{0}-{\sqrt {{\vec {p}}^{2}+m^{2}}}}+{i \over p_{0}+{\sqrt {{\vec {p}}^{2}+m^{2}}}}}
Para os estados onde partículas não-relativísticas estão presentes, a função de onda inicial tem uma distribuição de frequência que se concentram perto p0 = m. Quando convoluida com o propagador, ( que, espaço p  significa multiplicar pelo propagador), o segundo termo é suprimida e o primeiro termo é reforçada. Para frequências próximas a p0 = m, o primeiro termo dominante tem a forma:
{\displaystyle 2mK_{\mathrm {NR} }(p)={i \over (p_{0}-m)-{{\vec {p}}^{2} \over 2m}}}
Esta é a expressão para a  Função de Green da partícula livre de  Schrödinger.
O segundo termo tem também um limite não relativístico, mas esse limite é concentrada nas frequências que são negativos. O segundo pólo é dominada por contribuições de caminhos onde o tempo próprio e a coordenada temporal  passam em sentidos opostos, o que significa que o segundo termo está para ser interpretado como a antipartícula.A  análise não-relativística mostra que com esse forma a antipartícula ainda tem energia positiva.
A maneira correta de expressar isto matematicamente, é que, a adição de uma pequena supressão no tempo próprio, o limite em que t → −∞ do primeiro termo deve desaparecer, enquanto que o limite t → +∞ do segundo termo deve desaparecer. Na transformada de Fourier, isto significa deslocar o pólo p0 ligeiramente, de modo que a inversa da transformada de Fourier, ganha um pequeno fator de decaimento em uma das direções:
{\displaystyle K(p)={i \over p_{0}-{\sqrt {{\vec {p}}^{2}+m^{2}}}+i\epsilon }+{i \over p_{0}-{\sqrt {{\vec {p}}^{2}+m^{2}}}-i\epsilon }}
Sem estes termos, a contribuição de pólo não pode ser inequivocamente avaliada quando se toma a inversa da transformada de Fourier de p0. Os termos podem ser recombinados:
{\displaystyle K(p)={i \over {p^{2}-m^{2}+i\epsilon }}}
Quando fatorado, produz termos infinitesimais de  sinais opostos para cada fator. Esta é a forma matemática precisa do propagador de uma partícula relativista, livre de ambiguidades. O termo ε apresenta uma pequena parte imaginária para α = m2, que na versão de Minkowski é uma pequena supressão da exponencial de caminhos longos.
Assim, no caso relativístico, a representação do propagador em integrais de caminho de Feynman inclui caminhos que vão para trás no tempo, descrevendo antipartículas. Os caminhos que contribuem para o propagador relativístico avançam e retrocedem  no tempo, e a interpretação é que a amplitude de uma partícula livre para viajar entre dois pontos inclui amplitudes para as partícula de forma que a flutuação permite o surgimento de uma antipartícula, viajando de volta no tempo, e em seguida, avançar no tempo novamente.
Ao contrário do caso não-relativístico, é impossível produzir uma teoria relativista de um propagador de partícula local sem a inclusão de antipartículas. Todos os operadores diferenciais locais têm inversas que são diferentes de zero fora do cone de luz, o que significa que é impossível manter uma partícula de viajar mais rápido que a velocidade luz. Tal partícula não pode ter uma função de Green que só é diferente de zero no futuro, em uma teoria relativística invariante.

### Funcionais dos campos
No entanto, o caminho integral formulação também é extremamente importante, em aplicação direta para a teoria do quântico de campos, onde os "caminhos" ou histórias a ser considerada não são os movimentos de uma única partícula, mas as possíveis evoluções temporais de um campo sobre todo o espaço. A ação é conhecida tecnicamente como um funcional de domínio: S[ϕ] onde o campo ϕ(x,μ) é uma função do espaço e do tempo, e os colchetes indicam que a ação depende de todos os valores nos campos em todos os lugares, não apenas a um determinado valor. Em princípio, é possível integrar a amplitude de Feynman sobre todas as classes de todas as combinações de valores possíveis que o campo pode ter em assumir em qualquer lugar no espaço–tempo.
Muitos dos estudos formais da QFT são dedicados às propriedades das integrais funcionais resultantes, e muito esforço (ainda não foi inteiramente bem-sucedida) tem sido feito no sentido de tornar estas funcionais, integrais precisas matematicamente.
Tal funcional integral é extremamente semelhante à função de partição em mecânica estatística. De fato, às vezes é chamada uma função de partição, e os dois são, essencialmente, idênticas matematicamente , exceto para o fator de 'i' no expoente do postulado 3 de Feynman. Extensão analítica da integral para tempos imaginários (chamado de um rotação de Wick) torna a integral funcional  ainda mais parecida com a função de partição, e também facilita algumas das dificuldades matemáticas em trabalhar com essas integrais.

### Valores esperados
Na teoria quântica de campos, se a ação é dado pelo funcional {\displaystyle {\mathcal {S}}}
{\displaystyle \left\langle F\right\rangle ={\frac {\displaystyle \int {\mathcal {D}}\phi F[\phi ]e^{i{\mathcal {S}}[\phi ]}}{\displaystyle \int {\mathcal {D}}\phi e^{i{\mathcal {S}}[\phi ]}}}}
O símbolo {\displaystyle \int {\mathcal {D}}\phi }

### Probabilidade
Rigorosamente falando, a única questão que pode ser feita em termos físicos é: "Qual é a fração dos estados satisfazendo a condição A que também satisfazer a condição B?" A resposta, que é um número entre 0 e 1,pode ser interpretado como uma probabilidade ,é escrito como P(B|A). Em termos de  integração de caminho, uma vez que {\displaystyle P(B|A)={\frac {P(A\cap B)}{P(A)}}}
{\displaystyle P(B|A)={\frac {\displaystyle \sum _{F\subset A\cap B}\left|\int {\mathcal {D}}\phi O_{in}[\phi ]e^{i{\mathcal {S}}[\phi ]}F[\phi ]\right|^{2}}{\displaystyle \sum _{F\subset A}\left|\int {\mathcal {D}}\phi O_{in}[\phi ]e^{i{\mathcal {S}}[\phi ]}F[\phi ]\right|^{2}}}}
onde o funcional Oin[ϕ] é uma superposição de todas as estados de entrada, que podem levar a estados em que estamos interessados. Em particular, este pode ser um estado correspondente ao estado do Universo logo após o big bang, apesar que para presente cálculo é simplificação de métodos heurísticos. Note que o quociente na expressão garante naturalmente uma normalização.

### Equações de Schwinger–Dyson
Uma vez que esta formulação da mecânica quântica é análogo aos princípios da ação clássica, pode-se esperar que as identidades acerca da atuação na mecânica clássica teria uma contraparte quântica derivados a partir de uma integral funcional. Este é frequentemente o caso.
Na linguagem da análise funcional, podemos escrever as equações de Euler–Lagrange como:
{\displaystyle {\frac {\delta {\mathcal {S}}[\phi ]}{\delta \phi }}=0}
(do lado esquerdo é uma derivada funcional; a equação significa que a ação é estacionária em pequenas alterações na configuração do campo). O análogo quântico destas equações são chamados de equações de Schwinger–Dyson.
Se a medida funcional {\displaystyle {\mathcal {D}}\phi } produz resultado invariante por translação (vamos assumir isso para o resto deste artigo que, apesar de não ser garantia para o modelo sigma não linear) e se, supondo que, após uma rotação de Wick
{\displaystyle e^{i{\mathcal {S}}[\phi ]},}
que agora torna-se
{\displaystyle e^{-H[\phi ]}\,}
para algum H, vai a zero mais rapidamente do que a reciproca de qualquer polinômio para grandes valores de φ, podemos integrar por partes (depois de uma rotação de Wick, seguido rotação de Wick de volta) para obter a seguinte equação de Schwinger–Dyson  para o valor esperado:
{\displaystyle \left\langle {\frac {\delta F[\phi ]}{\delta \phi }}\right\rangle =-i\left\langle F[\phi ]{\frac {\delta {\mathcal {S}}[\phi ]}{\delta \phi }}\right\rangle }
para qualquer funcional F polinomialmente delimitada.
{\displaystyle \left\langle F_{,i}\right\rangle =-i\left\langle F{\mathcal {S}}_{,i}\right\rangle }
na notação de de Witt.
Estas equações são o análogos das equações sobre a cascas EL (on shell EL equations). A ordenação de tempo é tomado antes da derivada temporal dentro do  {\displaystyle {\mathcal {S}}_{,i}}.
Se J (chamado de fonte de campo) é um elemento do espaço dual do campo de configurações (que tem pelo menos uma estrutura afim por causa da suposição da invariância  de translação para a medida funcional), então, o funcional gerador Z das fontes de campos é definido por:
{\displaystyle Z[J]=\int {\mathcal {D}}\phi e^{i({\mathcal {S}}[\phi ]+\left\langle J,\phi \right\rangle )}.}
Note que
{\displaystyle {\frac {\delta ^{n}Z}{\delta J(x_{1})\cdots \delta J(x_{n})}}[J]=i^{n}\,Z[J]\,{\left\langle \phi (x_{1})\cdots \phi (x_{n})\right\rangle }_{J}}
ou
{\displaystyle Z^{,i_{1}\dots i_{n}}[J]=i^{n}Z[J]{\left\langle \phi ^{i_{1}}\cdots \phi ^{i_{n}}\right\rangle }_{J}}
onde
{\displaystyle {\left\langle F\right\rangle }_{J}={\frac {\int {\mathcal {D}}\phi F[\phi ]e^{i({\mathcal {S}}[\phi ]+\left\langle J,\phi \right\rangle )}}{\int {\mathcal {D}}\phi e^{i({\mathcal {S}}[\phi ]+\left\langle J,\phi \right\rangle )}}}.}
Basicamente, se {\displaystyle {\mathcal {D}}\phi e^{i{\mathcal {S}}[\phi ]}} {\displaystyle \left\langle \phi (x_{1})\cdots \phi (x_{n})\right\rangle } são os seus momentos e Z é a sua transformada de Fourier.
Se F é um funcional de φ, então, para um operador K, F[K] é definido como o operador que substitui K por φ. Por exemplo, se
{\displaystyle F[\phi ]={\frac {\partial ^{k_{1}}}{\partial x_{1}^{k_{1}}}}\phi (x_{1})\cdots {\frac {\partial ^{k_{n}}}{\partial x_{n}^{k_{n}}}}\phi (x_{n})}
G sendo o funcional de J, tem-se então
{\displaystyle F\left[-i{\frac {\delta }{\delta J}}\right]G[J]=(-i)^{n}{\frac {\partial ^{k_{1}}}{\partial x_{1}^{k_{1}}}}{\frac {\delta }{\delta J(x_{1})}}\cdots {\frac {\partial ^{k_{n}}}{\partial x_{n}^{k_{n}}}}{\frac {\delta }{\delta J(x_{n})}}G[J].}
Daí, a partir das propriedades de integrais funcionais
{\displaystyle {\left\langle {\frac {\delta {\mathcal {S}}}{\delta \phi (x)}}\left[\phi \right]+J(x)\right\rangle }_{J}=0}
obtendo a "equação mestre" de Schwinger–Dyson:
{\displaystyle {\frac {\delta {\mathcal {S}}}{\delta \phi (x)}}\left[-i{\frac {\delta }{\delta J}}\right]Z[J]+J(x)Z[J]=0}
ou
{\displaystyle {\mathcal {S}}_{,i}[-i\partial ]Z+J_{i}Z=0.}
Se a medida funcional não é invariante por translação, talvez seja possível expressá-la como o produto{\displaystyle M\left[\phi \right]\,{\mathcal {D}}\phi }  onde M é um funcional e {\displaystyle {\mathcal {D}}\phi } é uma medida invariante por translação. Este é o caso, por exemplo, para modelos sigma não-lineares onde o espaço de destino é difeomorfico a Rn. No entanto, se o alvo  é algum espaço topologicamente não trivial o conceito de uma translação não faz qualquer sentido.
Nesse caso, teríamos que substituir a 
{\displaystyle {\mathcal {S}}} nesta equação por outro funcional {\displaystyle {\hat {\mathcal {S}}}={\mathcal {S}}-i\ln(M)}
Se expandirmos esta equação como uma série de Taylor em torno de J = 0, podemos obter todo o conjunto das equações de Schwinger–Dyson.

## Localização
As integrais de caminho são geralmente pensada como sendo a soma de todos os caminhos através de uma infinidade espaço de tempo. No entanto, na teoria quântica de campos local seria restringir tudo para permanecer dentro de um região de causalidade completa finita, por exemplo, dentro de um cone de luz duplo. Isso resulta em uma definição da teoria quântica mais precisa matematicamente e mais rigorosa fisicamente.

### Identidades de Ward–Takahashi
Ver artigo principal Identidade de Ward-Takahashi.
O que se sabe sobre o teorema de Noether para o clássico caso? Ele tem um análogo quântico ? Sim, mas com uma ressalva. A medida funcional teria de ser invariantes sobre um parâmetro do grupo da transformação  de simetria.
{\displaystyle Q[{\mathcal {L}}(x)]=\partial _{\mu }f^{\mu }(x)} para alguma função f, onde f depende somente localmente em φ (e, possivelmente, o espaço-tempo da posição).
Se não assumimos qualquer condições de contorno especiais, isso não seria uma "verdadeira" simetria, no sentido verdadeiro do termo, em geral, ao menos que f=0, ou algo semelhante. Aqui, Q é uma derivação , o que gera um grupo de parâmetro em questão. Poderíamos ter antiderivação, bem como BRST e supersimetria.
Além disso, assuma que {\displaystyle \int {\mathcal {D}}\phi Q[F][\phi ]=0}
Em seguida,
{\displaystyle \int {\mathcal {D}}\phi \,Q\left[Fe^{iS}\right][\phi ]=0,}
o que implica 
{\displaystyle \left\langle Q[F]\right\rangle +i\left\langle F\int _{\partial V}f^{\mu }ds_{\mu }\right\rangle =0}
onde a integral é sobre o contorno. Este é o análogo quântico do teorema de Noether.
Agora, vamos supor ainda mais Q é uma integral local
{\displaystyle Q=\int d^{d}xq(x)}
onde
{\displaystyle q(x)[\phi (y)]=\delta ^{(d)}(X-y)Q[\phi (y)]\,}
tal que
{\displaystyle q(x)[S]=\partial _{\mu }j^{\mu }(x)\,}
onde
{\displaystyle j^{\mu }(x)=f^{\mu }(x)-{\frac {\partial }{\partial (\partial _{\mu }\phi )}}{\mathcal {L}}(x)Q[\phi ]\,}
(partindo do princípio que a Lagrangiana só depende de φ e suas primeiras derivadas parciais! Mais geral Lagrangianas exigiria uma modificação para esta definição!). Note que NÃO estamos insistindo que q(x) é o gerador de simetria (isto é, nós não estamos insistindo em princípios de calibre ), mas apenas naquilo que Q é.  Assumimos ainda que a mais forte suposição de que a medida funcional é localmente invariante:
{\displaystyle \int {\mathcal {D}}\phi \,q(x)[F][\phi ]=0.}
Então, teríamos
{\displaystyle \left\langle q(x)[F]\right\rangle +i\left\langle Fq(x)[S]\right\rangle =\left\langle q(x)[F]\right\rangle +i\left\langle F\partial _{\mu }j^{\mu }(x)\right\rangle =0.}
Alternativamente
{\displaystyle q(x)[S]\left[-i{\frac {\delta }{\delta J}}\right]Z[J]+J(x)Q[\phi (x)]\left[-i{\frac {\delta }{\delta J}}\right]Z[J]=\partial _{\mu }j^{\mu }(x)\left[-i{\frac {\delta }{\delta J}}\right]Z[J]+J(x)Q[\phi (x)]\left[-i{\frac {\delta }{\delta J}}\right]Z[J]=0.}
As duas equações acima são as Identidades de Ward–Takahashi.
Agora, para o caso em que f=0, podemos esquecer todas as condições de contorno e localidade pressupostos. Temos simplesmente:
{\displaystyle \left\langle Q[F]\right\rangle =0.}
alternativamente,
{\displaystyle \int d^{d}x\,J(x)Q[\phi (x)]\left[-i{\frac {\delta }{\delta J}}\right]Z[J]=0.}

## A necessidade de reguladores e renormalização
Integrais de caminho como são definidos aqui exigem a introdução de reguladores. Mudar a escala do regulador leva para o grupo de renormalização. Na verdade, renormalização é o principal obstáculo para tomar integrais de caminho bem definidas.

## A formulação em integral de caminho na interpretação da mecânica quântica
Em uma das interpretação da mecânica quântica, a interpretação de "soma sobre histórias", a integral de caminho é tomado com fundamental e a realidade é vista como uma "classe" simples e indistinguível de caminhos que compartilham os mesmos eventos. Para esta interpretação, é crucial entender o que exatamente é um evento. O método de somar sobre histórias fornece resultados idênticos aos da mecânica quântica canônica, e Sinha e Sorkin reivindicamos que tal interpretação explica o paradoxo de Einstein–Podolsky–Rosen sem recorrer a não-localidade. (Note que a interpretação de Copenhagein reivindica que não há paradoxo—apenas um desleixado materialismo motivado, em questão por parte de um trabalho Joseph Wienberg. Por outro lado, o fato de que o experimento mental do EPR (e seu resultado) representam os resultados experimentais da MQ diz que (apesar da dependência do caminho de paralelo/antiparalelo na curvatura do espaço) todas as contribuições dos caminhos proximos à buracos negros cancelam a ação para um experimento do estilo EPR na terra.)

## Gravidade quântica
Sendo a formulação de integral de caminho,  na mecânica quântica, totalmente equivalente a outras formulações, seria possível ser estendida à gravidade quântica, a partir de um modelo do espaço de Hilbert diferente. Feynman teve algum sucesso nesta direção sendo o seu trabalho estendido por Hawking e outros. As abordagens utilizadas incluem métodos de triangulação dinâmica causal e modelos de spinfoam.

## Tunelamento quântico
O tunelamento quântico pode ser modelado pelo uso da formulação de integral de caminho para determinar a ação da trajetória através de uma barreira de potencial. Usando a aproximação WKB, o a taxa de  tunelamento ({\displaystyle \Gamma }) pode ser determinado por:
{\displaystyle \Gamma =A_{o}\exp(-S_{eff}/\hbar )}
sendo {\displaystyle S_{eff}} a ação efetiva e {\displaystyle A_{o}}um fator multiplicativo. Esta forma é especialmente útil em um sistema dissipativo, onde o sistema e o ambiente deve ser modelada juntos. Usando a equação de Langevin para o modelo de movimento Browniano, o caminho de formação integral que pode ser usado para determinar uma ação eficaz e pré-exponencial modelo para ver o efeito da dissipação no tunelamento . A partir deste modelo, taxas de tunelamento de sistemas macroscópicos podem ser previstas em temperaturas finitas.

## Leituras sugeridas
- Feynman, R. P. & Hibbs, A. R. (1965). Quantum Mechanics and Path Integrals. New York: McGraw-Hill. ISBN 0-07-020650-3.  Referência histórica, escrita pelo criador da formulação de integral de caminho e por um de seus alunos.
- Hagen Kleinert (2004). Path Integrals in Quantum Mechanics, Statistics, Polymer Physics, and Financial Markets (4th ed.). Singapore: World Scientific. ISBN 981-238-107-4.
- Zinn Justin, Jean (2004). Path Integrals in Quantum Mechanics. Oxford University Press. ISBN 0-19-856674-3.  A highly readable introduction to the subject.
- Schulman, Larry S. (1981). Techniques & Applications of Path Integration. New York: John Wiley & Sons. ISBN 0-486-44528-3.  A modern reference on the subject.
- Ahmad, Ishfaq (1971). Mathematical Integrals in Quantum Nature. The Nucleus. pp. 189–209.
- Inomata, Akira, Kuratsuji, Hiroshi, and Gerry, Christopher (1992). Path Integrals and Coherent States of SU(2) and SU(1,1). Singapore: World Scientific. ISBN 981-02-0656-9.  CS1 maint: Multiple names: authors list (link)
- Grosche, Christian & Steiner, Frank (1998). Handbook of Feynman Path Integrals. Springer Tracts in Modern Physics 145. Springer-Verlag. ISBN 3-540-57135-3.
- Tomé, Wolfgang A. (1998). Path Integrals on Group Manifolds. Singapore: World Scientific. ISBN 981-02-3355-8.  Discute a definição de integral de caminho para sistemas cujas variaveis cinemáticas são os geradores do grupo de Lie conectados reais  separáveis com representações quadrado integraveis irredutíveis.
- Klauder, John R. (2010). A Modern Approach to Functional Integration. New York: Birkhäuser. ISBN 978-0-8176-4790-2.
- Ryder, Lewis H. (1985). Quantum Field Theory. Cambridge University Press. ISBN 0-521-33859-X.  Highly readable textbook; introduction to relativistic QFT for particle physics.
- Rivers, R.J. (1987). Path Integrals Methods in Quantum Field Theory. Cambridge University Press. ISBN 0-521-25979-7.
- Mazzucchi, S. (2009). Mathematical Feynman path integrals and their applications. World Scientific. ISBN 978-981-283-690-8.
- Albeverio, S.; Hoegh-Krohn. R. & Mazzucchi, S. (2008). Mathematical Theory of Feynman Path Integral. Lecture Notes in Mathematics 523. Springer-Verlag. ISBN 9783540769569.
- Glimm, James & Jaffe, Arthur (1981). Quantum Physics: A Functional Integral Point of View. New York: Springer-Verlag. ISBN 0-387-90562-6.
- Simon, Barry (1979). Functional Integration and Quantum Phyiscs. New York: Academic Press. ISBN 0-8218-6941-8.  Uma introdução rigorosa  integrais funcionais.
- Gerald W. Johnson & Michel L. Lapidus (2002). The Feynman Integral and Feynman's Operational Calculus. Oxford Mathematical Monographs. Oxford University Press. ISBN 0-19-851572-3.
- Harald J.W. Müller-Kirsten (2012). Introduction to Quantum Mechanics: Schrödinger Equation and Path Integral (2nd ed.). Singapore: World Scientific.
- Etingof, Pavel (2002). "Geometry and Quantum Field Theory". MIT OpenCourseWare. Este curso, feito para matemáticos,é uma introdução rigorosa a teoria quântica de campos pertubativa, usando a linguagem de integrais funcionais.
- Zee, Anthony. Quantum Field Theory in a Nutshell (Second ed.). Princeton University Press. ISBN 978-0-691-14034-6.  Uma ótima introdução a integrais de caminho (capítulo 1) e TQC em geral.
- Grosche, Christian (1992). "An Introduction into the Feynman Path Integral". arXiv:hep-th/9302097.
- MacKenzie, Richard (2000). "Path Integral Methods and Applications". arXiv:quant-ph/0004090.
- DeWitt-Morette, Cécile (1972). "Feynman's path integral: Definition without limiting procedure". Communication in Mathematical Physics 28 (1): 47–67. Bibcode:1972CMaPh..28...47D. doi:10.1007/BF02099371. MR 0309456.
- Sinha, Sukanya; Sorkin, Rafael D. (1991). "A Sum-over-histories Account of an EPR(B) Experiment". Foundations of Physics Letters 4 (4): 303–335. Bibcode:1991FoPhL...4..303S. doi:10.1007/BF00665892.
- Cartier, Pierre; DeWitt-Morette, Cécile (1995). "A new perspective on Functional Integration". Journal of Mathematical Physics 36 (5): 2137–2340. arXiv:funct-an/9602005. Bibcode:1995JMP....36.2237C. doi:10.1063/1.531039.